# Ascodesmidaceae
Ascodesmidaceae J. Schröt. – rodzina workowców należąca do rzędu kustrzebkowców (Pezizales).

## Charakterystyka
Wszystkie znane gatunki Ascodesmidaceae to grzyby koprofilne. Są blisko spokrewnione z Pyronemataceae. Większość badań filogenetycznych wykazała, że Pyronemataceae jest parafiletyczna z Ascodesmidaceae i Glaziellaceae. Wśród kustrzebkowców gatunki z rodziny Ascodesmidaceae mają najbardziej zredukowane owocniki typu apotecjum i słabo rozwinięte strzępki między nimi. Apotecja niemal całkowicie utraciły wstawki i ekscypulum. Powstają po koniugacji plemni i rodni, jak u Pyronemataceae. Askospory brodawkowane, kolczaste lub siateczkowate.

## Systematyka i nazewnictwo
Pozycja w klasyfikacji według Index Fungorum
Pezizales, Pezizomycetidae, Pezizomycetes, Pezizomycotina, Ascomycota, Fungi.
Rodzaje
Według aktualizowanej klasyfikacji Index Fungorum bazującej na Dictionary of the Fungi do rodziny tej należą rodzaje:
- Ascodesmis Tiegh. 1876
- Coprotiella Jeng & J.C. Krug 1976
- Eleutherascus Arx 1971
- Lasiobolus Sacc. 1884
- Ochotrichobolus Kimbr. & Korf 1983
- Pseudoboubovia U. Lindem., M. Vega, B. Peric & R. Tena 2015
- Pseudocoprotus U. Lindem., Fellm. & J.A. Castillo 2019
- Trichobolus (Sacc.) Kimbr. & Cain 1967[2].